# Pilattuaq
Pilattuaq, tidigare namn Scott Island, är en ö i Kanada.   Den ligger i territoriet Nunavut, i den nordöstra delen av landet, 2 900 km norr om huvudstaden Ottawa. Arean är 34 kvadratkilometer.
Terrängen på Pilattuaq  är kuperad. Öns högsta punkt är 704 meter över havet. Den sträcker sig 10,0 kilometer i nord-sydlig riktning, och 7,6 kilometer i öst-västlig riktning.